# Juferella
Juferella es un género de foraminífero bentónico de la familia Geinitzinidae, de la superfamilia Geinitzinoidea, del suborden Fusulinina y del orden Fusulinida. Su especie tipo es Juferella tomiensis. Su rango cronoestratigráfico abarca el Frasniense (Devónico superior).

## Clasificación
Juferella incluye a la siguiente especie:
- Juferella tomiensis †